# جو سوانسون

جو سوانسون

جوزف "جو" سوانسون (به انگلیسی: Joseph "Joe" Swanson) یک شخصیت خیالی در مجموعه پویانمایی مرد خانواده می‌باشد. او یکی از همسایگان خانواده گریفن است.که پاتریک وربرتون به جای این شخصیت صحبت میکند.

## ویژگی‌ها
جو یکی از همسایگان و دوستان خانواده گریفن است که مهمترین ویژگی وی معلول بودن از دو پا است و همیشه در تمامی قسمت های سریال بر روی صندلی چرخ دار نشسته است.جو همچنین در اداره پلیس مشغول به کار است و همیشه به این معتقد است که ناتوانی اش مشکلی در شغلش ایجاد نمی‌کند. جو در سال 1996 در حین دستگیری یک باند تولید هروئین و بعد از درگیری با رییس باند و شلیک به پای جو توانایی راه رفتن خود را از دست داده.